# محمدتقی مجلسی

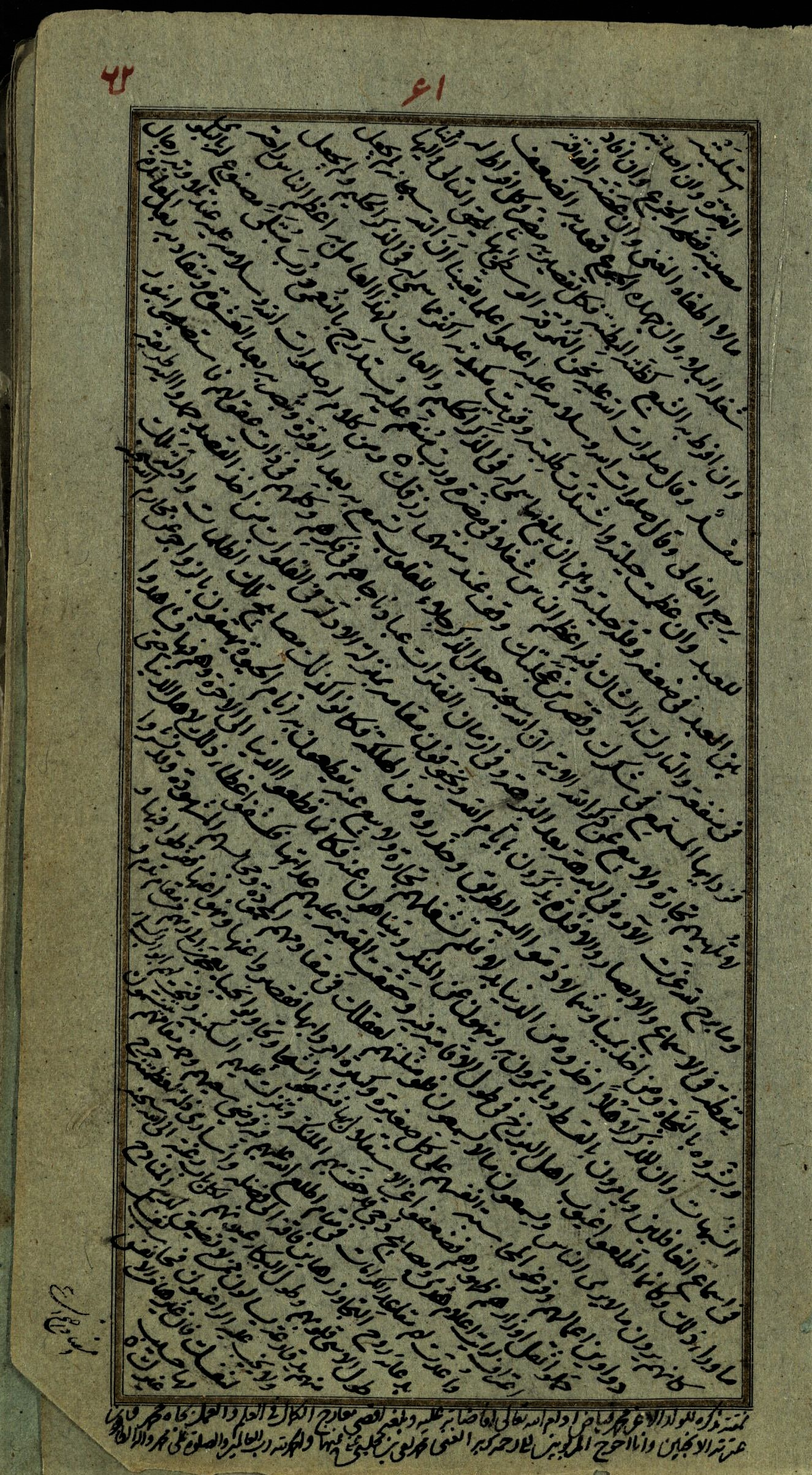
یادداشتی از محمد تقی مجلسی در جُنگ میرزا محمد فیاض سبزواری

رسالهٔ تشویق السّالکین تألیف محمّدتقی مجلسی (مجلسی اوّل)

محمدتقی مجلسی یا مجلسی اول (زاده ۱۰۰۳ قمری در اصفهان، درگذشته ۱۰۷۰ قمری در اصفهان)، از فقهای عارف مشرب شیعه است. محمدباقر مجلسی (مجلسی دوم) فرزند و شاگرد اوست. از شاگردان مطرح وی می‌توان به آقا حسین خوانساری پدر آقا جمال خوانساری اشاره کرد.

## زندگی‌نامه
محمدتقی مجلسی از دوران کودکی در محضر پدر(مقصودعلی مجلسی) به فراگیری علوم پرداخت. پس از آن برای تحصیل علوم شرعیه به خدمت علامه مولا عبدالله شوشتری و شیخ بهایی رسید و مدتی از درس علمای اصفهان بهره‌مند شد. پس از آن به نجف سفر کرد و مدّتی در آنجا ساکن گردید. پس از گذشت ایّامی به وطن خود، اصفهان مراجعت کرد. وی در تاریخ ۱۱ شعبان ۱۰۷۰ هجری قمری در اصفهان درگذشت.
مادر وی اهل نطنز بود.
شایان ذکر است که محمد تقی مجلسی  در اصفهان و نجف تحصیل کرد و در مسجد جامع عتیق اصفهان به تدریس علوم دینی مشغول بود.
ضمنا به گفته سید محمدباقر خوانساری، نویسنده کتاب «روضات‌الجنات»، محمدتقی مجلسی نخستین کسی بود که پس از ظهور صفویه، حدیث شیعه را نشر داد و همچنین پس از شیخ‌بهایی و میرداماد، در مسجد جامع اصفهان نماز جمعه اقامه می‌ نمود.

## شاگردان
- محمد باقر سبزواری (محقق سبزواری)
- محمد باقر مجلسی
- ملا عبدالله شوشتری
- سید نعمت الله جزایری
- آقا حسین خوانساری ( محقق خوانساری)

## سلوک معنوی
محمدتقی مجلسی علاوه بر کسب و تکمیل علوم رسمی در کسب کمالات معنوی و عرفان وارد بود و ارادت به حضور شیخ بهایی داشت.

## تألیفات
- «تشویق السالکین»
- «حدیقة المتقین»
- «اربعین» (چهل حدیث از معصومین)
- «شرح زیارت جامعه»، «شرح حدیث همّام» (به فارسی)
- «الاحیاء الاحادیث» (شرحی ناتمام بر کتاب تهذیب الاحکام شیخ طوسی)
- «لوامع الصاحبقرانی» (شرحی فارسی بر من لا یحضره الفقیه شیخ صدوق)
- «روضة المتقین» (شرحی بر کتاب من لا یحضره الفقیه شیخ صدوق)